# Gewöhnliches Rispengras
Das Gewöhnliche Rispengras (Poa trivialis), auch Gemeines Rispengras, in Österreich Gemeine Rispe genannt, ist eine Pflanzenart aus der Gattung der Rispengräser (Poa) innerhalb der Familie der Süßgräser (Poaceae). Das natürliche Verbreitungsgebiet erstreckt sich von Westeuropa bis Japan. In Afrika, Amerika und Australien ist es ein Neophyt. Es wird mitunter zum Anlegen von Rasen verwendet, da es gut an feuchten und schattigen Standorten gedeiht. Im landwirtschaftlichen Grünland ist sein Nutz- und Futterwert umstritten und von den Einzelheiten der Bewirtschaftung abhängig.

## Beschreibung

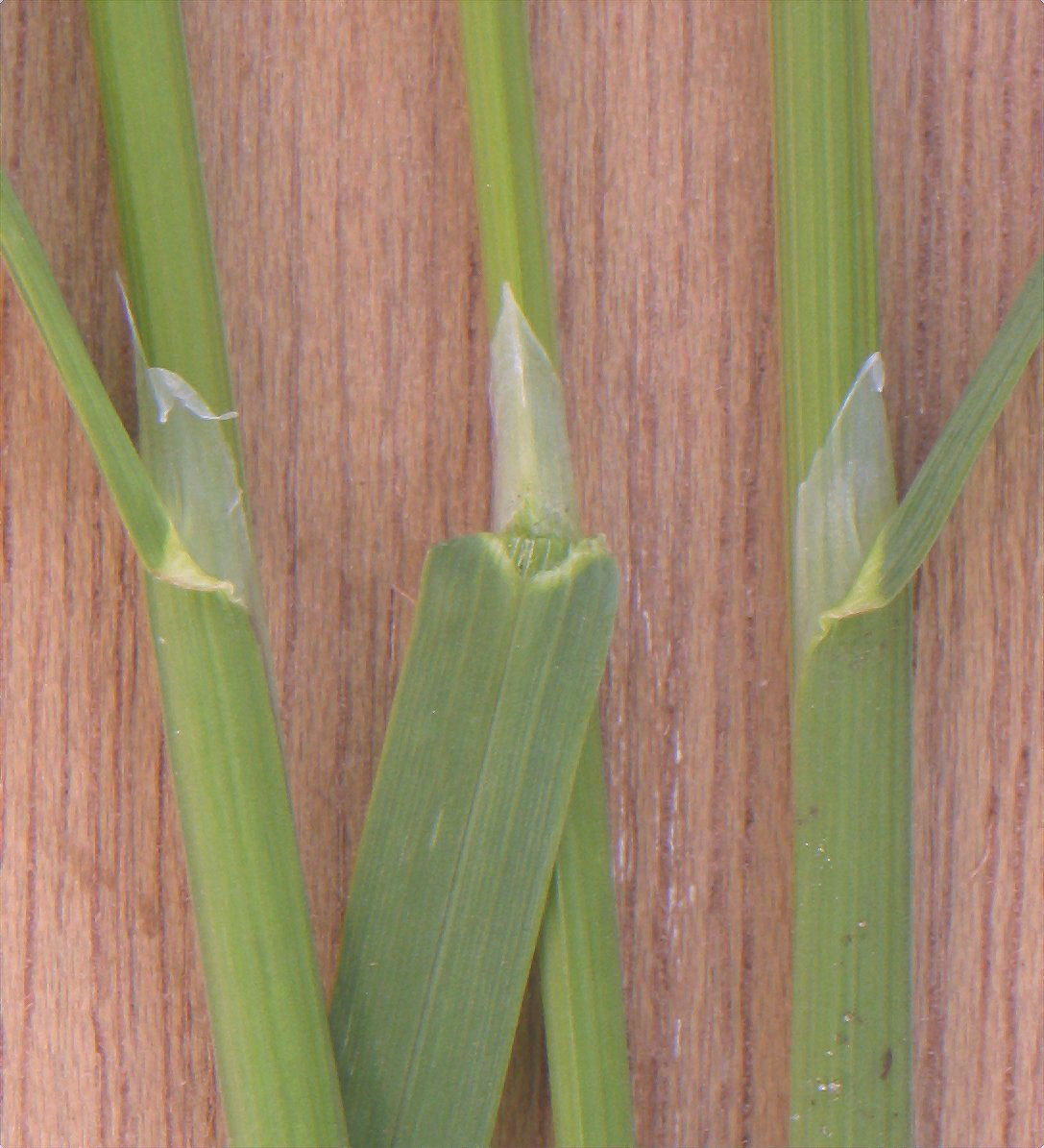
Blatthäutchen (Ligula)

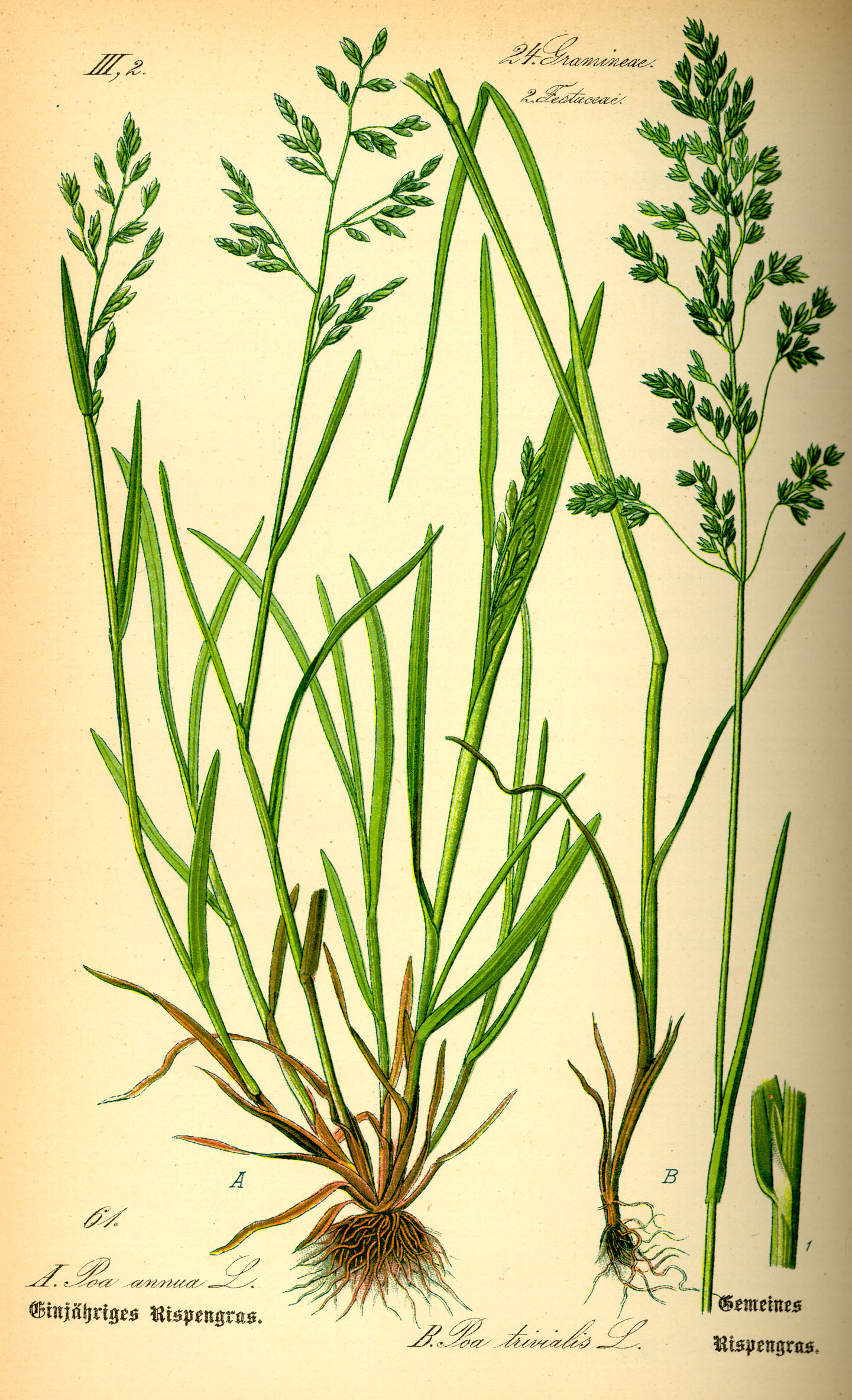
Illustration: Rechts: Gewöhnliches Rispengras (Poa trivialis); Links: Einjähriges Rispengras (Poa annua)

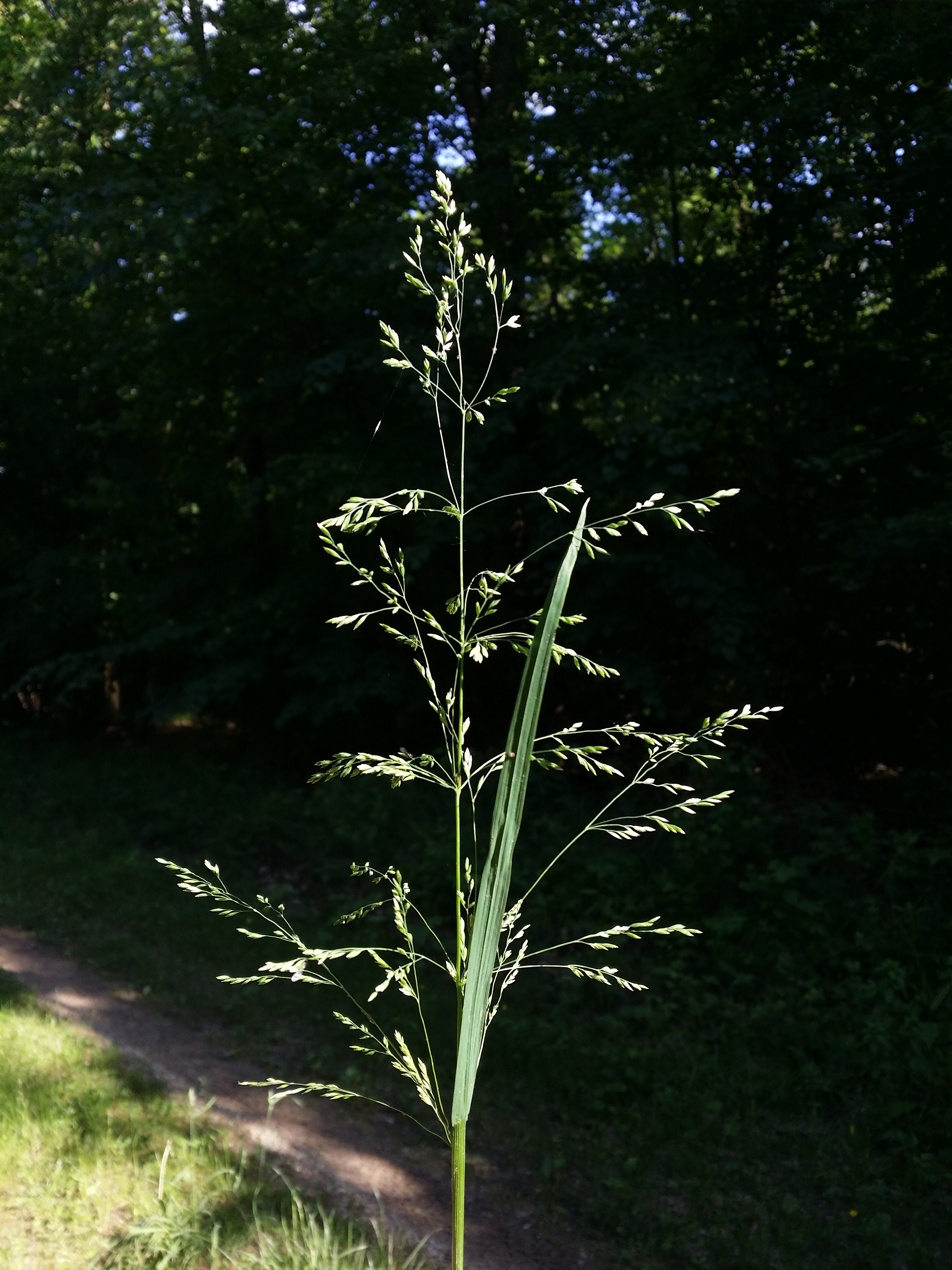
Poa trivialis subsp. trivialis

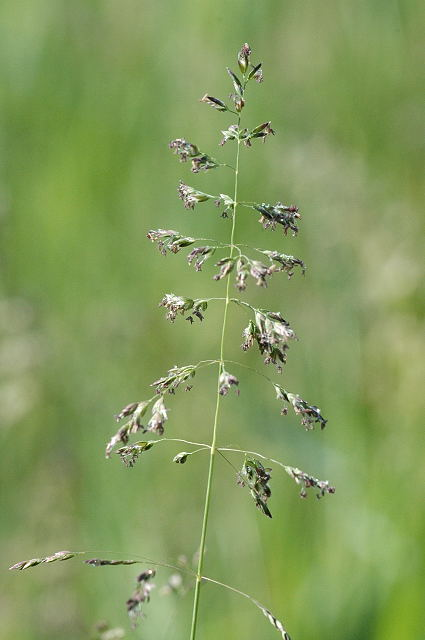
Blütenstand

Ährchen von Poa trivialis subsp. trivialis

### Erscheinungsbild und Blatt
Das Gewöhnliche Rispengras wächst als ausdauernde krautige Pflanze und erreicht Wuchshöhen von 20 bis 80 Zentimeter, selten auch bis 100 Zentimeter. Es bildet, gras- bis gelb-grüne, lockere Horste. Außerhalb der untersten Blattscheiden wachsen lange, oberirdische und beblätterte Kriechsprossen, die an den Knospen wurzeln. Die Halme sind meist am Grunde niederliegend und gekniet aufsteigend, haben drei bis fünf Knoten und stielrunde Internodien. Sie sind unter der Rispe meist rau und sterben nach der Reife der Rispe früh ab.
Die wechselständig an den Halmen angeordneten Laubblätter sind in Blattscheide und Blattspreite gegliedert. Die Blattscheiden sind rau, gekielt und meist etwas zusammengedrückt. Das Blatthäutchen der Halmblätter ist ein häutiger Saum, 5 bis 10 Millimeter lang und läuft spitz aus. Die Blattscheiden dieser Erneuerungssprossen sind fast bis oben geschlossen und mit einer tiefen Längsfurche versehen. Das dazugehörige Blatthäutchen wird etwa 4 Millimeter lang. Die flach-ausgebreiteten Blattspreiten werden 5 bis 20 Zentimeter lang und 2 bis 5 Millimeter breit. Sie sind am oberen Ende plötzlich zugespitzt, kapuzenförmig und ziemlich dünn. Die Blattunterseite ist glatt, kahl sowie glänzend und die Blattoberseite oft rau.

### Blütenstand, Blüte und Frucht
Die Blütezeit reicht von Juni bis Juli. Die Ährchen sind in dichten Rispen angeordnet, die 10 bis 25 Zentimeter lang und ausgebreitet oder zusammengezogen sind. Von der Hauptachse gehen drei bis sieben, selten bis elf Seitenäste ab. Die 3 bis 4 Millimeter langen Ährchen sind zwei- bis vierblütig und grün, aber häufig braun oder violett angehaucht. Die Hüllspelzen sind kahl, häutig, auf dem Kiel rau und mit weißlichen Rändern versehen. Die untere Hüllspelze ist einnervig, 2 bis 3 Millimeter lang, zugespitzt und von der Seite gesehen lanzettlich. Die obere Hüllspelze ist dreinervig, 2,5 bis 3,5 Millimeter lang, zugespitzt und breit-lanzettlich. Die Deckspelzen sind fünfnervig, 2,5 bis 3,5 Millimeter lang, lang-eiförmig und zugespitzt. Die Deckspelzen sind häutig, haben weißliche Ränder und die untere Hälfte des Kiels ist kurz behaart. Die Blütchen sind am Grund mit langen Wollhaaren besetzt. Die Vorspelzen sind zweinervig, 2,2 bis 3,3 Millimeter lang und lanzettlich. Die Kiele sind mit sehr kurzen, spitzen Borstenhaaren besetzt. Die Staubbeutel sind 1,5 bis 2 Millimeter lang.
Die Karyopse ist 1,3 bis 1,6 Millimeter groß.
Die Chromosomenzahl beträgt 2n = 14 oder 28.

## Ökologie
Die vegetative Vermehrung erfolgt durch die Bewurzelung niederliegender Halme. Die Spelzfrüchte des Gewöhnlichen Rispengrases sind mit Klebzotten ausgestattet und breiten sich als Klettfrüchte aus.

## Vorkommen
Das natürliche Verbreitungsgebiet des Gewöhnlichen Rispengrases erstreckt sich über die gemäßigten Zonene Eurasiens bis Makaronesien und Nordafrika. In Nord- und Südamerika, Australien und Neuseeland wurde es durch den Menschen verbreitet. In Europa kommt es in fast allen Ländern vor und fehlt nur in Lettland und Nordmazedonien.
Das Gewöhnliche Rispengras wächst von der Ebene bis in die subalpine Stufe. Dort gedeiht es in feuchten Wiesen, in Gärten, als Unkraut in Klee- und Luzernfeldern, an Fluss-, Wald- und Wegrändern und in Straßengräben. Es bevorzugt sickerfeuchte bis nasse, nährstoffreiche, mild bis schwach saure Lehm- und Tonböden. Es verträgt lange Überstauungen, aber keine häufig austrocknenden Böden. Es kommt gern vor in feuchten Gesellschaften der Klasse Molinio-Arrhenatheretea, aber auch in denen des Verbands Agropyro-Rumicion oder des Unterverbands Galio-Urticenea. Es steigt im Kanton Wallis am Großen St. Bernhard bis 2470 Meter Meereshöhe auf.

## Taxonomie und Systematik
Das Gewöhnliche Rispengras wurde 1753 von Carl von Linné in Species Plantarum Tomus I, S. 67 als Poa trivialis erstbeschrieben. Das Epitheton "trivialis" bedeutet "gewöhnlich".
Es werden von manchen Autoren folgende Unterarten unterschieden:
- Poa trivialis subsp. latifolia (Schur) Portal: Sie kommt in Frankreich und in Rumänien vor.[7]
- Poa trivialis subsp. semineutra (Willd.) Portal: Sie kommt in Belgien, Frankreich, in der Schweiz und in Ungarn vor.[7]
- Poa trivialis subsp. trivialis: Die ökologischen Zeigerwerte nach Landolt et al. 2010 sind für diese Unterart in der Schweiz: Feuchtezahl F = 3+w+ (feucht aber stark wechselnd), Lichtzahl L = 3 (halbschattig), Reaktionszahl R = 4 (neutral bis basisch), Temperaturzahl T = 3 (montan), Nährstoffzahl N = 4 (nährstoffreich), Kontinentalitätszahl K = 3 (subozeanisch bis subkontinental).[9]
- Poa trivialis subsp. sylvicola (Guss.) H.Lindb. f. (Syn.: Poa sylvicola Guss.), mit wulstig verdickten Stolonen. Die Chromosomenzahl ist 2n = 14.[8] Sie kommt besonders in frischen Laubwäldern vor und fällt durch die auffallend dunkelgrüne Farbe auf. Die Unterart hat in Mitteleuropa Vorkommen in Kärnten, im Kanton Waadt und in Südtirol.[10]

Die ökologischen Zeigerwerte nach Landolt et al. 2010 sind in der Schweiz für diese Unterart: Feuchtezahl F = 4w+ (sehr feucht aber stark wechselnd), Lichtzahl L = 3 (halbschattig), Reaktionszahl R = 3 (schwach sauer bis neutral), Temperaturzahl T = 4+ (warm-kollin), Nährstoffzahl N = 4 (nährstoffreich), Kontinentalitätszahl K = 2 (subozeanisch).

## Verwendung
Das Gemeine Rispengras wird im landwirtschaftlichen Grünland gelegentlich ausgesät, breitet sich aber meist eher spontan in älteren Beständen aus, wo es mit seinen langen Kriechtrieben in Lücken der Grasnarbe eindringen kann, es wird durch kühle und feuchte Witterung gefördert. In Trockenjahren kann es früh vergilben und ausfallen, es hinterlässt dann Lücken im Bestand. Es ist vielschnittverträglich. In gedüngten Feuchtwiesen gehört es zu den häufigsten Grasarten, mit hoher Stetigkeit, kommt aber auch im mittleren (frischen) Grünland regelmäßig vor. In Bayern ist es die zweithäufigste Grasart im Grünland insgesamt. Der Futterwert der Art hängt stark von der Bewirtschaftung ab: Jüngere Triebe werden vom Weidevieh gern gefressen (daher eine recht hohe Futter- und Nutzwertzahl), ältere Bestände bilden aber eine verfilzte Narbe mit muffigem Geruch, die gemieden wird, so dass es dann sogar als „Ungras“ eingeschätzt wird.